# Kanton Ailly-sur-Noye
Kanton Ailly-sur-Noye (fr. Canton d'Ailly-sur-Noye) je francouzský kanton v departementu Somme v regionu Hauts-de-France. Skládá se z 54 obcí. Před reformou kantonů 2014 ho tvořilo 22 obcí.

## Obce kantonu
od roku 2015:
| - Ailly-sur-Noye - Aubvillers - Bacouel-sur-Selle - Belleuse - Bosquel - Brassy - Chaussoy-Epagny - Chirmont - Contre - Conty - Cottenchy - Coullemelle - Courcelles-sous-Thoix - Dommartin - Esclainvillers - Essertaux - Estrées-sur-Noye - La Faloise | - Flers-sur-Noye - Fleury - Folleville - Fossemanant - Fouencamps - Fransures - Frémontiers - Grattepanche - Grivesnes - Guyencourt-sur-Noye - Hallivillers - Jumel - Lawarde-Mauger-l'Hortoy - Lœuilly - Louvrechy - Mailly-Raineval - Monsures - Namps-Maisnil | - Nampty - Neuville-lès-Lœuilly - Oresmaux - Plachy-Buyon - Prouzel - Quiry-le-Sec - Remiencourt - Rogy - Rouvrel - Saint-Sauflieu - Sauvillers-Mongival - Sentelie - Sourdon - Thézy-Glimont - Thoix - Thory - Tilloy-lès-Conty - Velennes |

před rokem 2015:
- Ailly-sur-Noye
- Aubvillers
- Chaussoy-Epagny
- Chirmont
- Coullemelle
- Esclainvillers
- La Faloise
- Flers-sur-Noye
- Folleville
- Fransures
- Grivesnes
- Hallivillers
- Jumel
- Lawarde-Mauger-l'Hortoy
- Louvrechy
- Mailly-Raineval
- Quiry-le-Sec
- Rogy
- Rouvrel
- Sauvillers-Mongival
- Sourdon
- Thory